# Gruppo Corale San Giovanni
Il Gruppo Corale San Giovanni è stato un coro da camera polifonico a voci miste; fu fondato a Lecco nel 1974 da Angelo Biella ed è stato diretto, dal 1990 al 2009, anno di cessazione della sua attività,  da Domenico Innominato.

## Repertorio
Il repertorio del complesso corale comprendeva composizioni sacre che spaziavano dal Barocco al Novecento. Principali progetti artistici del complesso furono:
- Musica sacra nova, Mottetti di Vytautas Miskinis, Javier Busto, L. Bárdos, Orlando Dipiazza
- Lieder im Freien zu singen, Chorlieder di Robert Schumann, Johannes Brahms, Felix Mendelssohn
- A. Scarlatti, Mottetti penitenziali
- Mottetti del Novecento, composizioni sacre di Edvard Grieg, Sergei Rachmaninov, Maurice Duruflé, Francis Poulenc
- I grandi mottetti romantici - Johannes Brahms e Anton Bruckner
- Musica Sacra Salisburgensis - Johann Ernst Eberlin e Wolfgang Amadeus Mozart, per coro, orchestra d'archi e organo
- Felix Mendelssohn, die Choralkantaten per coro e orchestra sinfonica
- Felix Mendelssohn, Salmi e Mottetti per coro e doppio coro a cappella
- Bach, die Motetten per doppio coro, strumenti barocchi e basso continuo

## Concerti
Il coro fu invitato ai principali festival corali (Belgio, Francia, Italia, Spagna, Svizzera): XIX Rassegna Internazionale delle Cappelle Musicali a Loreto, Cori a Ravenna, 1985; Rassegna Corale Internazionale Alpeadria (Pordenone, 1996); XIII Festival Internazionale delle Valli, Basilica di Sanzeno (Trento); III Festival Europeo di Polifonia Sacra, Frascati; Rassegna Corale Nazionale Turba Concinens (Torre Pellice, 1999). In occasione dei 250 anni dalla morte di J.S. Bach il coro presentò con l'ensemble strumentale barocco Bach Collegium, i Mottetti di Johann Sebastian Bach con concerti celebrativi a Milano, Como, Lecco e Torino. Partecipò a Voci in Coro 2003, in diretta dagli studi della Radio della Svizzera Italiana di Lugano; fu invitato all'Avvento Ambrosiano 2004 e 2007 nella Basilica di Sant’Ambrogio a Milano, alla rassegna di Musica Sacra 'Le Voci della Città' (edizioni 2005 e 2007) nel Duomo di Milano e alla Rassegna corale internazionale Nella città dei Gremi ed. 2007 a Sassari. Il coro fu ospite fisso di Polifonie d'ottobre a Lecco e di Polyphoniae a Como, rassegne concertistiche dedicate al canto corale.

### Altri concerti
- Santa Maria delle Grazie, Gravedona (CO)
- Santuario di Santa Maria del Lavello, Calolziocorte (LC)
- Chiesa di San Giacomo, Sassari; Duomo di Milano; Basilica di Sant'Ambrogio, Milano
- Basilica di San Fedele, Como; Basilica di San Pietro al Monte, Civate (LC); Seminario, Vittorio Veneto (TV)
- Auditorium della Radiotelevisione della Svizzera Italiana, Lugano; Collegiata SS. Gervasio e Protasio, Sondrio; Santuario N.S. della Vittoria, Lecco
- Duomo, Porcia (PN); Chiesa della Madonna del Carmine, Torino
- Teatro San Carlo, Milano; Duomo di Valvasone (PN)
- Cappella della Pia Congregazione dei Banchieri e dei Mercanti, Torino

## Discografia
«Stille Nacht» (Edizioni Carrara, 1997),
«1997-1998 Live» (Edizioni GCSG, 1998)
«Vespro per la festa della Sensa» (Edizioni Sarx, 1999)
«J.S. Bach - Die Motetten» (Edizioni GCSG, 2000)
«Musica Sacra Salisburghensis» (Edizioni Eurarte, 2004)
«Tra cielo e terra» (Edizioni Replic/USCI-LC, 2014)